# ورانووسکا وس
ورانووسکا وس (به چکی: Vranovská Ves) یک منطقهٔ مسکونی در جمهوری چک است که در شهرستان زنویمو واقع شده‌است.
 ورانووسکا وس ۴٫۲۹ کیلومتر مربع مساحت و ۲۷۱ نفر جمعیت دارد و ۳۸۵ متر بالاتر از سطح دریا واقع شده‌است.